# Óscar Esquivias
Óscar Esquivias Galerón (Burgos, 28 de junio de 1972) es un escritor español. Entre otros premios, tiene el premio de la Crítica de Castilla y León (2006), el premio Setenil de cuentos (2008) y el premio Castilla y León de las Letras (2016).

## Biografía
Nació en el barrio de Gamonal de Burgos el 28 de junio de 1972. Se licenció en Filosofía y Letras por la Universidad de Burgos y participó, en sus años de estudiante, en la fundación y publicación de distintas revistas literarias. Residió un año en la Academia de España de Roma, becado por el Ministerio de Asuntos Exteriores, para documentarse sobre los años italianos de Berlioz, protagonista de su relato El arpa eólica.
Con su primera novela, Jerjes conquista el mar, conquistó el Premio Arte Joven de la Comunidad de Madrid en el año 2000. Ese mismo año ganó el Premio Ateneo Joven de Sevilla con su siguiente obra, El suelo bendito. A partir de entonces, publicó regularmente novelas y libros de relatos. Con Inquietud en el Paraíso recibió el Premio de la Crítica de Castilla y León en el 2006 y con La marca de Creta el Setenil en 2008.
El libro de cuentos Alguien se despierta a medianoche (subtitulado como el Libro de los profetas, Reino de Cordelia, 2022) nació en colaboración con el ilustrador Miguel Navia. Esquivias y Navia se propusieron recrear literaria y plásticamente ciertos episodios bíblicos del Antiguo y el Nuevo Testamento (como la creación del mundo, historias de patriarcas y profetas, la parábola del hijo pródigo, el himno a la caridad de san Pablo o el Apocalipsis) e inventar nuevas piezas en las que se incorporarían una suerte de episodios bíblicos contemporáneos, en los que Madrid, Burgos, Valladolid o Bilbao sustituyen como escenarios a Nínive, Sodoma, Babilonia o Jerusalén. Esquivas ya había publicado con anterioridad recreaciones de historias bíblicas en la serie de microrrelatos Fiat lux (2020).
Ha escrito literatura juvenil, como una serie de novelas de aventuras ambientadas durante la Revolución Francesa.
Colaborador habitual de las páginas culturales y de opinión de diversos medios periodísticos, como Diario de Burgos o Veinte Minutos.
Es académico correspondiente de la Real Academia Burgense de Historia y Bellas Artes (Institución Fernán González) desde junio de 2008.
Ha declarado su homosexualidad (asunto recurrente en su obra literaria, especialmente en sus cuentos).

## Exposiciones

### Comisario
En 2017 fue comisario de la exposición La belleza, el misterio y el dolor dedicada a la obra del pintor Luis Sáez. La muestra se instaló en la sede de las Cortes de Castilla y León, en Valladolid.
En 2024 fue uno de los comisarios (junto al codirector de la revista, Asís G. Ayerbe) de El vuelo del mirlo, los primeros años de una revista que trina, exposición retrospectiva sobre la revista Mirlo. Se inauguró en el Palacio de la Isla (Burgos).

### Exposiciones inspiradas en su obra
En 2001, del 4 de mayo al 3 de junio, la librería Crisol de Madrid organizó la exposición No sólo Jerjes quiere conquistar el mar con fotografías inspiradas en la novela Jerjes conquista el mar realizadas por Beatriz Álvaro, David Castro, Patricia Cornejo, Paloma García, Rocío López, Teresa Miró, Belinda Ramos, Félix Rodríguez, David Romera y Marta Salvador.

### Exposiciones colectivas
Esquivias ha participado en varias exposiciones colectivas, con textos propios manuscritos o enmarcados. 
- Roma, ida y vuelta, AECI, Teatro Circo Price de Madrid, 2007.
- Diversum, inaugurada el 13 de marzo de 2015 en el Centro de Arte Contemporáneo de Caja de Burgos. Participaron doce artistas de la ciudad (cinco escritores, cinco pintores y dos fotógrafos).[17] Se trataba de un homenaje del mundo artístico burgalés a los poetas Jorge Villalmanzo y Bernardo Cuesta Beltrán.[18][19]
- D-NI. Nuestra identidad. Comisaria: Inés Santamaría. Museo de la Evolución Humana, Burgos, 2019.[20][21]

## Revistas literarias
Codirigió la revista literaria El Mono de la Tinta (1994-1998). También fundó y dirigió Calamar, revista de creación, desde 1999 a 2002. En 2018, coordinó junto a Rodrigo Pérez Barredo un número monográfico de la revista Artesa dedicado al poeta Tino Barriuso.
En diciembre de 2022 fundó, junto con Asís G. Ayerbe, la revista de fotografía y literatura Mirlo, dedicada a la creación artística en ambas disciplinas. Cada número es monográfico y está dedicado a un asunto diferente, concebido como un juego nuevo que nos inventamos, con reglas diferentes, y que, vistos en conjunto, conforman una especie de olimpiada de la fotografía y la literatura, con todos sus deportes representados, en palabras de Esquivias. El número cero estuvo dedicado a autorretratos de ombligos de escritores (participaron autores como Vicente Molina Foix, José Gutiérrez Román, María Sánchez-Saorín, Care Santos, Marta Sanz, Luisgé Martín, Elvira Navarro, Pilar Adón y el propio autor).
Como autor, ha colaborado en numerosas revistas de Europa y América, como Renacimiento, El Extramundi, Eñe, Luzdegás, Fábula, Archiletras, Librújula o Zenda, con poemas, artículos, aforismos  y relatos cortos.

## Cine
El director de cine burgalés Antonio Giménez Rico intentó adaptar para la pantalla grande su novela Inquietud en el Paraíso con el título de Conspiración en la catedral. El proyecto fue descartado finalmente en 2014.
La guionista y directora Eva Saiz adaptó libremente el relato «Maternidad» (publicado en La marca de Creta) al cine en el cortometraje Mujer sin hijo. Se estrenó en 2019, en el Medina Film Festival, en Medina del Campo. Está protagonizado por Susana Alcántara y Marcelo Carvajal.

## Obras

### Novelas
- El suelo bendito. Premio Ateneo Joven de Sevilla (Algaida, 2000).
- Jerjes conquista el mar. Premio Arte Joven de la Comunidad de Madrid (Visor, 2001; reedición corregida, Ediciones del Viento, 2009 y 2023; edición adaptada por María José Martín para lectura fácil: Bracamonte, 2018).[33][34] Un fragmento de la novela fue seleccionado en la antología de textos sobre la ciudad de Madrid Escrito en el cielo (editores: Antón Casariego, Martín Casariego y Fernando R. Lafuente). Madrid: Alfaguara, 2017.
- Trilogía «dantesca»,  inspirada en la Divina Comedia:
  - Inquietud en el Paraíso. Premio de la Crítica de Castilla y León. Ediciones del Viento, 2005 y 2016 (nueva edición revisada e ilustrada, con fotos de la época).[35]
  - La ciudad del Gran Rey (Ediciones del Viento, 2006).[36]
  - Viene la noche. (Ediciones del Viento, 2007)

### Literatura infantil y juvenil
- Huye de mí, rubio. Colección Alandar. Edelvives, 2004.
- Serie El signo de los valientes
  - Mi hermano Étienne. Colección Alandar. Edelvives, 2007.
  - Étienne, el traidor. Colección Alandar. Edelvives, 2008.[8]

### Libros de cuentos
- La marca de Creta. Ediciones del Viento, 2008. Ganador del Premio Setenil al mejor libro de relatos del año.
- Pampanitos verdes. Ediciones del Viento, 2010. Premio La tormenta en un vaso 2011.
- Andarás perdido por el mundo. Ediciones del Viento, 2016.
- El chico de las flores (algunos cuentos favoritos). Valladolid: Junta de Castilla y León-Fundación Jorge Guillén, 2019. Antología personal de cuentos.[37]
- Alguien se despierta a medianoche (el libro de los profetas). Ilustraciones: Miguel Navia. Madrid: Reino de Cordelia, 2022.[5][6]

### Ensayos y aforismos
- La ciudad de plata. El Pasaje de las Letras, 2008.
- Brumario, 2023.[38]

### Artículos y colecciones de artículos
- La memoria silenciada. Homenaje a María Teresa León en su centenario / coord. por Gonzalo Santonja, 2003, págs. 119-127.
- «Entrevista con el vampiro», en VV. AA.: Las miradas de la noche. Cine y vampirismo. Hilario J. Rodríguez (editor). Madrid: Ocho y Medio, 2005.
- «Viaje hacia la humildad» artículo sobre la película Supralluoghi in Palestina per il vangelo secondo Mateo de Pier Paolo Pasolini en Elegías íntimas. Instantáneas de cineastas. Hilario J. Rodríguez (editor). Madrid: Documenta Madrid, Festival Internacional de documentales de Madrid- Ocho y Medio, 2008.
- «Los libros del pequeño Robinson», en La biblioteca del náufrago IV. Libro colectivo con textos de Gonzalo Calcedo, Óscar Esquivias, Pilar Mateos, José María Merino y Luis Javier Moreno. Junta de Castilla y León, 2010.[39]
- «Cuentos por encargo», en Cuento actual y cultura popular: la ficción breve española y la cultura popular, de la oralidad a la web 2.0. Eva Álvarez Ramos y Carmen Morán (editoras). Valladolid: Cátedra Miguel Delibes, 2018, págs. 17-30, ISBN 978-84-8448-994-8.
- «Lectura de Óscar Esquivias» [del cuento «El toque de obispo» de Antonio Pereira], en Natalia Álvarez Méndez y Ángeles Encinar (ed): Antonio Pereira y 23 lectores cómplices. León: Eolas Ediciones, 2019.[40]

### Poesía
Sus poemas se han publicado en revistas literarias y en antologías como Aquí llama primera del XXI (Cuadernos de Poesía Telira, 2004), Jóvenes poetas españoles (antólogo: Ricardo Venegas. La Jornada Semanal, n.º 622, 4 de febrero de 2007) o en La tierra y la nada. Una antología poética de la España despoblada (antólogo: Nacho Escuín; Ed. Bala Perdida, 2022).
En 2021 publicó su ciclo de poemas Treno.
Ciclos amberinos (2023) es un ciclo de poemas en forma de caligramas que evocan bicicletas. Se publicó en el n.º 5 de la revista Mirlo, dedicado a la ciudad de Amberes.

### Textos en catálogos de exposiciones
- «Ullán por Ullán», en VV.AA., Palabras iluminadas. Editor: Manuel Ferro. Madrid: La Casa Encendida, 2012. [Catálogo de la exposición sobre la obra gráfica de José-Miguel Ullán].[44]
- Exposición para la Bienal de Dakar de David Palacín, Dakar, 2012.[45]
- Infinito, de José Carazo. Burgos, 2012.[46]
- Forma y palabra, de José María Muñoz Quirós-José Antonio Elvira García. Ávila, 2013.
- Sinergias plásticas, de Isaac Martínez «Sacris» y Gerardo Ibáñez. Burgos: CAB, 2014.
- «La catedral de los niños», en Mirabilia: una visita singular a las colecciones de la Catedral de Burgos [Cultural Cordón, Caja de Burgos, del 30 de octubre de 2014 al 11 de enero de 2015]. Textos de Óscar Esquivias y José Matesanz. Burgos: Fundación Caja de Burgos, 2014.
- Luis Sáez: la belleza, el misterio y el dolor. Retrospectiva de Luis Sáez. Valladolid: Fundación Villalar, 2017.[14]
- Todo lo exterior se volvió sueño, de Águeda de la Pisa. Textos de Esperanza Ortega y de Óscar Esquivias. Palencia: Diputación Provincial, 2018.
- Segundo acto, de Fernando Arahuetes. Burgos: Cajaviva, 2022.
- Vivir contando. Luis Mateo Díez. Homenaje al Premio Cervantes 2023. Comisario: Jesús Marchamalo. Ministerio de Cultura-Universidad de Alcalá, 2024.

### Prólogos
- Anónimo: Cantar de Mio Cid. Versión en castellano moderno: Pedro Salinas. Biblioteca Clásicos de Castilla y León. Cálamo/ El Norte de Castilla, 2009.
- Conrad, Joseph: Bajo la mirada de Occidente. Traducción: Catalina Martínez Muñoz. Madrid: Rey Lear, 2008.
- González, Eliseo: Mujeres. Salamanca: CELYA, 2002.
- Kennedy, Margaret: La sonrisa olvidada. Traducción: Miguel Temprano García. La Coruña: Ediciones del Viento, 2020.
- Rodríguez, Jerónimo: Nadie por todas partes (antología de relatos, seleccionados por Eduardo Fraile), Burgos, 2001.
- Navia, Miguel: Chueca. Madrid: Reino de Cordelia, 2014.
- Vallejo, Polo y Ballvé, Carmen: Acaba cuando llego. Swanu Books, 2016.
- Guillermo Martín Bermejo: Línea imagen. Editorial Cántico, 2021.[47]
- Federico Ocaña: Angelus novus. Eolas, 2022.
- Ape Rotoma: Motivos para fumar, Tedium Vitae, 2023.[48]

### Otros
- Secretos xxs (Los Duelistas, 2008). En colaboración con el diseñador gráfico y fotógrafo Asís G. Ayerbe.
- Calle Vitoria (Los Duelistas, 2015), un libro compuesto por un desplegable de más de ocho metros de longitud donde se reproduce, en cada una de sus caras, todas las fachadas de la calle Vitoria (Burgos), con fotos y diseño de Asís G. Ayerbe.[2] El libro fue seleccionado por el comisario Rafael Marín para una exposición de poesía visual con fondos de la Universidad de  Valladolid abierta en el Palacio Junco de Palencia entre abril y mayo de 2019.[49]
- Una catedral viva (Fundación Caja Rural, 2021). Textos sobre la catedral de Burgos, en conversación con el canónigo fabriquero del templo, Agustín Lázaro.[50]

#### Series de postales
En colaboración con el fotógrafo Asís G. Ayerbe, ha publicado distintas series artísticas de postales sobre distintos conceptos, ilustradas con fotos del primero y microrrelatos de Esquivias. 
- Paternidad (La carretera de la costa, 2021). Serie de diez postales.[51]
- Reconocimientos (2023). Serie de cinco postales.
- El fin de la historia (2024). Serie de seis postales con fotos tomadas en el Cerco Industrial de Peñarroya-Pueblonuevo.
- Memoria fotográfica (2024), de seis postales sobre niños fotógrafos.

### Obra en antologías  y libros colectivos de cuentos

#### Antologías
- Perturbaciones. Antología del relato fantástico español actual. Edición y prólogo de Juan Jacinto Muñoz Rengel. Madrid: Salto de Página, 2009.
- Siglo XXI. Los nuevos nombres del cuento español actual. Edición de Gemma Pellicer y Fernando Valls. Palencia: Menoscuarto, 2010.
- Pequeñas resistencias 5. Antología del nuevo cuento español (2001-2010). Antólogo: Andrés Neuman. Prólogo: Eloy Tizón. Madrid: Páginas de Espuma, 2010). ISBN 978-84-8393-069-4
- Más por menos. Antología de microrrelatos hispánicos actuales. Edición de Ángeles Encinar y Carmen Valcárcel. Madrid: Sial, 2011.
- Antología del microrrelato español (1906-2011). El cuarto género narrativo. Edición de Irene Andrés-Suárez. Editorial Cátedra, Letras Hispánicas, 2012. ISBN 978-84-376-3014-4
- Mar de pirañas. Nuevas voces del microrrelato español. Edición de Fernando Valls. Palencia: Menoscuarto, 2012, ISBN 978-84-96675-89-6
- Cuento español actual (1992-2012). Edición: Ángeles Encinar. Madrid: Cátedra, 2014.
- Madrid, Nebraska. EE.UU en el relato español del siglo XXI. Edición y prólogo de Sergi Bellver. Bartleby, 2014.[52]
- Cuentos pendientes, cuarenta y tres voces del cuento castellano y leonés del siglo XXI. Selección y prólogo de José Ignacio García García. Castilla Ediciones, 2021.[53]

#### Libros colectivos
- Perversiones. Breve catálogo de parafilias ilustradas. Selección de José Antonio López (Vagamundos, ediciones Traspiés, 2010). ISBN 978-84-937888-2-7[54]
- Chéjov comentado, edición de Sergi Bellver, Nevsky Prospects, 2010.
- Rusia imaginada, edición de Care Santos, Nevsky Prospects, 2011.
- Steampunk: antología retrofuturista. Selección de textos y antólogo: Félix J. Palma. Madrid: Ed. Fábulas de Albión, 2012.
- Madrid, con perdón. Edición y prologuillo de Mercedes Cebrián.  Editorial Caballo de Troya, 2012.
- Bleak House Inn. Diez huéspedes en casa de Dickens. Edición y epílogo de Care Santos. Madrid: Fábulas de Albión, 2012
- Ellos y ellas. Relaciones de amor, lujuria y odio entre directores y estrellas (coeditores: Hilario J. Rodríguez y Carlos Tejeda). Calamar Ediciones /Festival de Cine de Huesca, 2010.[55]
- El Descrédito: Viajes narrativos en torno a Louis Ferdinand Céline. Alicante: Ediciones Lupercalia, 2013.
- 201. Lado B. (Compiladores: David Roas y José Donayre Hoefken). Lima, Ediciones Altazor, 2014.
- Lo que no se dice. Madrid: Dos Bigotes, 2014[56][57][58]
- 50 escritores. Dibujos de César Fernández Arias. Papeles Mínimos, 2015.
- Nocturnario. 101 imágenes y 101 escrituras. Collages de Ángel Olgoso. Prólogo de José María Merino. Granada: Editorial Nazarí, 2016.
- Diodati. La cuna del monstruo. Edición de Francisco Javier Guerrero. Madrid: Adeshoras, 2016.
- Proyecto escritorio. La escritura y sus espacios. Edición de Jesús Ortega. Granada: Cuadernos del Vigía, 2016.
- El año del virus. Relatos en cuarentena. Edición de Eloy M. Cebrián. Prólogo de Javier Sarti. Albacete: Los libros de El Problema de Yorick, 2020.[59]
- Cuando la realidad se parece a la ficción. 121 visiones sobre la pandemia del siglo XXI. Ayuntamiento de Molina de Segura, 2021.
- La noche de Navidad. Antología de cuentos navideños. Edición y prólogo: Francisco José Gómez. Madrid: Ediciones Encuentro, 2021.[60]
- Minicuentos y fulgores. Homenaje a Luis Mateo Díez y José María Merino. Edición de Natalia Álvarez Méndez y Ángeles Encinar. León: Eolas Ediciones, 2022.[61]
- Tardes de Año Nuevo. Antólogo: Francisco José Gómez. Madrid: Ediciones Encuentro, 2023.[62]

## Recepción crítica

### Novelas
Santos Sanz Villanueva destacó a propósito de Inquietud en el Paraíso “la riqueza de registros verbales” y su capacidad de dar “autonomía literaria a una reflexión histórica”. 
Fernando Castanedo señaló sobre La ciudad del Gran Rey “la imaginación feliz”, el “lenguaje lleno de ingenio” y la solidez de su trama destacando que ésta resulta “un mundo posible extraordinario y coherente”. Según Martínez Deyros, en esta novela el autor construye de una forma peculiar el espacio discursivo […] creando un mundo cercano al realismo mágico, pues aunque la novela está llena de contenidos […] fantásticos, esos son percibidos por los personajes que habitan ese lugar con toda normalidad, donde tanto el tiempo como el espacio son comprendidos de forma cíclica y distorsionada. El humor y las pequeñas historias intercaladas contribuyen decisivamente a crear ese ambiente fantástico e irreal que recorre toda la obra. Una lectura simbólica de la novela la acercaría al isomorfismo del laberinto, tomado como imagen universal del interior del ser humano y de su continua búsqueda de un espacio propio que le ayude a resolver el enigma de su existencia.

### Cuentos
Para Sergi Bellver es uno de los referentes de nuestro cuento español contemporáneo y Ana Rodríguez Fischer lo considera un valor indiscutible del cuento español actual y considera característico de su estilo el humor y los finales abiertos.

Enfoca detalladamente con sumo cuidado los espacios donde suceden episodios que resultarán ser un verdadero punto de inflexión en las vidas de los protagonistas porque culminan en el descubrimiento del dolor, la impostura, facetas insospechadas de quienes creíamos conocer -hay temas habituales de Esquivias como las relaciones familiares, en especial entre padres e hijos- o el simple fracaso.

Fernando Valls estudió su libro La marca de Creta, del que destacó su cuidado estilo.

Sus historias transcurren entre el campo y la ciudad, en un Burgos que se erige en representación del mundo, de acuerdo con su concepción de lo local como universal, donde sus personajes viven a caballo entre la soledad y la incomunicación [...]. La confrontación entre vida y cultura aparece en más de una ocasión, en piezas como "La fiesta más divertida" y "La marca de Creta". [...] Nos encontramos con una amplia gama de protagonistas [...] que buscan, y a veces encuentran, un momento de felicidad. [...] Resulta destacable [...] el tratamiento franco y natural que se le concede a asuntos tales como la homosexualidad masculina, el lesbianismo y el sida. No en balde, Esquivias, que posee mirada de entomólogo, ha descrito que "la literatura tiene que hablar sobre lo que nos importa, nos emociona o nos perturba".

## Premios
- 1990: Letras Jóvenes de Castilla y León. (Relato)
- 1995: Letras Jóvenes de Castilla y León. (Relato)
- 1997: Letras Jóvenes de Castilla y León. (Relato)
- 2000: Premio Arte Joven de la Comunidad de Madrid (Novela) por Jerjes conquista el mar.
- 2000: Premio Ateneo Joven de Sevilla (Novela) por El suelo bendito.
- 2006: Premio de la Crítica de Castilla y León por Inquietud en el Paraíso.
- 2008: Premio Setenil por La marca de Creta.
- 2011: Premio Tormenta por Pampanitos verdes.
- 2016: Premio Castilla y León de las Letras.

| Predecesor: Raúl Guerra Garrido                | Premio de la Crítica de Castilla y León 2006 | Sucesor: Adolfo García Ortega |
| Predecesor: Sergi Pàmies                       | Premio Setenil 2008                          | Sucesor: Fernando Clemot      |
| Predecesor: Arcadio Pardo y Luis López Álvarez | Premio Castilla y León de las Letras 2016    | Sucesor: Juan Carlos Mestre   |